# Элика
Принцесса Элика (англ. Elika) — главная героиня игр Prince of Persia и Prince of Persia: Epilogue. Она является помощницей главного героя, которой управляет игровой искусственный интеллект.

## Описание
Элика — принцесса народа ахуров, благородных людей посвятивших себя служению богу света Ормузду. Она честная, добрая и наивная девушка, которая провела детство и юность в изучении книг и совсем не знает окружающего мира. За чистоту своей души Ормузд наградил Элику магическим даром — она может разрушать Тьму, созданную богом зла Ахримана, летать, исцелять и атаковать светом.

### Внешний вид
Элика — молодая женщина, атлетического телосложения с каштановыми волосами и короткой стрижкой. Одета в свободную белую рубашку, расстёгнутую на животе и коричневые бриджи, ходит босиком.
В игре можно разблокировать скин героини из ранней версии игры. Согласно этому, Элика была с длинными белыми волосами, белым топом, расстёгнутой красной рубашкой, белыми штанами по колено и кожаными сандалиями.
Кроме того можно разблокировать скины Фары из Sands of Time и Джейд из Beyond Good & Evil.

## Биография

### До события игр
Незадолго до событий игры плодородные земли, магические местности созданные богом света Ормуздом для подпитывания Древа жизни, волшебной тюрьмы для бога Тьмы Ахримана, начали истощаться. Это могло освободить тёмного бога и Элика отправилась в опасное путешествие, чтобы исцелить земли. Но для восстановления всех земель потребовалась жизненная энергия самой Элики и принцесса умерла. Её отец — скорбящий король, прозванный так за многолетнее оплакивание смерти жены - матери Элики, не хотел терять и дочь тоже, поэтому он решился на безумный шаг — заключить сделку с самим Ахриманом. Бог обмана воскрешает принцессу, а взамен король срубает магическое дерево,которое сдерживает Ахримана.  
Элика действительно оживает, но бежит от отца, чтобы предотвратить вторую часть сделки.

### Prince of Persia
В начале игры во время песчаной бури Элика бежит от солдат своего отца, которые пытаются поймать её. Она сталкивается с грабителем гробниц по прозвищу Принц, который ищет своего гружённого золотом осла. Юноша защищает принцессу и соглашается помочь ей добраться до храма Ормузда, куда идёт её отец. Внутри их настигает отец Элики, который проигрывает схватку с расхитителем могил, но обезумевшему королю удаётся разрушить Древо жизни. Это освобождает слуг Ахримана, а ему самому позволяет распространить Тьму на плодородные земли, чтобы ослабить свою темницу и вырваться на волю.
Героям приходится сражаться с солдатами тьмы и четвёркой главных слуг духа зла, чтобы Элика могла исцелить земли от Тьмы. По мере путешествия Элика и Принц начинают проникаться доверием и учатся помогать друг другу, между ними даже развиваться романтические чувства. После освобождения всех благородных земель дуэт отправляется в храм, чтобы восстановить Древо жизни и окончательно запереть Ахримана. Им приходится сражаться с королём, полностью предавшимся Тьме, и самим богом Тьмы. После победы Элика исцеляет Древо, но для этого ей приходится пожертвовать своей жизнью.
В не себя от горя от смерти возлюбленной, Принц соглашается на сделку с Ахриманом — Принц опять освобождает бога зла, а тот снова воскрешает принцессу. Герой совершает обещанное и Элика оживает, но не может поверить, что её любимый пошёл на это. Вырвавшийся на волю Ахриман создаёт бурю, которая поглощает пару.

### Prince of Persia: Epilogue
Спасаясь от песчаной бури, устроенной Ахриманом, герои прячутся в ближайшем укрытии. Но потом они понимают, что заперты в огромном подземном дворце. Элика разозлена на Принца за то, что он пожертвовал всем миром ради неё и убегает от него. Принц пытается её догнать, но сталкивается с Скорбящим королём — отцом Элики, который продолжает служить богу зла. По его словам, Ахриману нужна не Элика, а Принц. Девушка помогает герою в битве и решает объединиться с ним, пока они не выберутся из дворца. Герои преодолевают ловушки и препятствия, попутно сражаясь с врагами. Они находят гробницу первого царя ахуров, при котором Ахриман был пленён. Элика рассказывает, что он сумел вызвать Ормузда, который победил своего брата. Потом на них нападает отец Элики, которого они побеждают, но Элике не удаётся освободить его душу и он умирает. В конце концов герои находят выход из катакомб, Элика говорит, что она пойдёт искать свой народ, чтобы продолжать бороться с Ахриманом и покидает Принца, который остаётся один.

### Prince of Persia: The Fallen King
Элика кратко появляется в заставке, где показано, что Принц и Элика разделяются. Элика остаётся с ахурами, чтобы сражаться с Ахриманом, а Принц отправляется на поиски царя города Новая Заря, в надежде, что тот может вызвать Ормузда.

## Критика
- Элика была положительно принята игровыми издательствами, которые хвалили как и её образ, так и искусственный интеллект персонажа.[2][3][4]
- Сайт virginmedia.com поставил Элику на 7 место в своём списке «10 лучших крошек, которые могут занять место Лары», который включает десять женских персонажей компьютерных игр, которые достаточно хороши, чтобы потеснить Лару Крофт на пьедестале лучшей героини игр.[5] Журналисты того сайта в статье Stars in their pixels посчитали, что Элика была основана на образе Натали Портман[6]
- По версии игрового ресурса Playground.ru в рейтинге самых сексуальных героинь компьютерных игр Элика заняла 3 место[7].
- Итальянская версия журнала Tom’s Hardware поместила Элику на 10 место в списке самых сексуальных героинь компьютерных игр.[8]
- В 2008 году она была в числе 64 персонажей, выбранных авторами сайта GameSpot для опроса «Лучшие помощники в компьютерных играх всех времён», но проиграла в втором туре голосования Кланку из игры Ratchet & Clank.[9]